# Arnold Moss
Pour les articles homonymes, voir Moss.
Arnold Moss est un acteur américain, né le 28 janvier 1910 à New York — Arrondissement de Brooklyn (État de New York), ville où il est mort le 15 décembre 1989.

## Biographie
Arnold Moss apprend l'art dramatique dans sa ville natale et y débute au théâtre à Broadway en 1929 (durant sa formation), dans Le Cadavre vivant (en) de Léon Tolstoï, avec J. Edward Bromberg, Eva Le Gallienne, Josephine Hutchinson et Alma Kruger. Il joue sur les planches new-yorkaises dans seize autres pièces, dont cinq de William Shakespeare (ex. : La Tempête en 1945, dans le rôle de Prospero, avec Canada Lee et Vera Zorina). Sa dernière pièce à Broadway est En remontant à Mathusalem (en) de George Bernard Shaw (qu'il personnifie, aux côtés de Faye Emerson, Tyrone Power et Arthur Treacher), représentée en 1958, dont il est en outre producteur associé et auteur de l'adaptation en deux actes — à partir du cycle original composé d'une préface suivie de cinq pièces —.
De plus, toujours à Broadway, il joue dans la comédie musicale Hold on to Your Hats, sur une musique de Burton Lane, produite en 1940-1941, avec Al Jolson. Après En remontant à Mathusalem pré-citée, il revient une ultime fois à Broadway dans la comédie musicale dramatique Follies, sur une musique et des lyrics de Stephen Sondheim, représenté 522 fois d'avril 1971 à juillet 1972, avec Yvonne De Carlo, Fifi D'Orsay et Alexis Smith.
Au cinéma, Arnold Moss contribue à seulement dix-neuf films américains (l'un est une coproduction américano-mexicaine), disséminés de 1946 à 1967 — son dernier étant un court métrage. Citons Les Amours de Carmen de Charles Vidor (son deuxième film, 1948, avec Rita Hayworth et Glenn Ford), Le Livre noir d'Anthony Mann (son troisième film, 1949, avec Richard Basehart personnifiant Robespierre et Robert Cummings, lui-même interprétant Fouché), Viva Zapata ! d'Elia Kazan (1952, avec Marlon Brando dans le rôle-titre et Jean Peters), Salomé de William Dieterle (1953, avec Rita Hayworth et Stewart Granger), ou encore Un hold-up extraordinaire de Ronald Neame (son antépénultième film, 1966, avec Shirley MacLaine et Michael Caine).
À la télévision, il apparaît entre 1950 et 1979, dans quarante-et-une séries, dont Alfred Hitchcock présente (un épisode, 1958), Star Trek (l'épisode La Conscience du roi, 1966) et L'Île fantastique (son avant-dernière série, un épisode, 1978). S'y ajoutent trois téléfilms, dont une adaptation (diffusée en 1953) de la pièce de William Shakespeare Le Roi Lear, avec Orson Welles dans le rôle-titre et Natasha Parry (pièce qu'il jouait à Broadway en 1950-1951, avec Louis Calhern dans le rôle-titre et Nina Foch).

## Théâtre à Broadway (intégrale)
(pièces, comme acteur, sauf mention contraire ou complémentaire)
- 1929-1930 : Le Cadavre vivant (The Living Corpse - Живой труп) de Léon Tolstoï : Koratkov
- 1930 : Roméo et Juliette (Romeo and Juliet) de William Shakespeare, mise en scène d'Eva Le Gallienne : Balthazar
- 1930 : Der grüne Kakadu (en) (The Green Cockatoo) d'Arthur Schnitzler : Étienne
- 1930 : Siegfried de Jean Giraudoux, adaptation de Philip Carr, mise en scène d'Eva Le Gallienne : Un serviteur
- 1931 : La Dame aux camélias (Camille) d'Alexandre Dumas fils, d'après son roman éponyme, adaptation d'Henriette Metcaff, mise en scène de Constance Collier : Un invité
- 1931 : Wonder Boy d'Edward Chodorov (en) et Arthur Barton : Un jeune groom
- 1940 : La Cinquième Colonne (The Fifth Column) d'Ernest Hemingway, adaptation de Benjamin Glazer, mise en scène de Lee Strasberg : Antonio
- 1940 : Journey to Jerusalem (en) de Maxwell Anderson, mise en scène d'Elmer Rice : Ismaël
- 1940-1941 : Hold on to Your Hats (en), comédie musicale, musique de Burton Lane, lyrics d'E. Y. Harburg, livret de Guy Bolton, Max Brooks et Eddie Davis, décors et costumes de Raoul Pène Du Bois : Fernando
- 1940-1941 : Flight to the West de (et mise en scène par) Elmer Rice : Howard Ingraham
- 1941-1942 : The Land Is Bright (en) de George S. Kaufman et Edna Ferber, mise en scène de George S. Kaufman, costumes d'Irene Sharaff : Le comte Waldemar Czarniko
- 1945 : La Tempête (The Tempest) de William Shakespeare : Prospero
- 1946 : The Front Page de Ben Hecht et Charles MacArthur : Walter Burns
- 1949 : La Nuit des rois, ou Ce que vous voudrez (Twelfth Night, or What you will) de William Shakespeare : Malvolio
- 1950-1951 : Le Roi Lear (King Lear) de William Shakespeare, mise en scène de John Houseman, musique de scène de Marc Blitzstein, costumes de Dorothy Jeakins : Le comte de Gloucester
- 1955 : The Dark Is Light Enough (en) de Christopher Fry : Le colonel Janik
- 1957 : Mesure pour mesure (Measure for Measure) de William Shakespeare, musique de scène de Virgil Thomson, mise en scène de John Houseman et Jack Landau : Le duc
- 1958 : En remontant à Mathusalem (en) (Back to Methuselah) de George Bernard Shaw : George Bernard Shaw (+ adaptation en deux actes du cycle original ; + producteur associé)
- 1971-1972 : Follies, comédie musicale dramatique, musique et lyrics de Stephen Sondheim, livret de James Goldman, mise en scène d'Harold Prince et Michael Bennett : Dimitri Weismann

## Filmographie

### Au cinéma (intégrale)

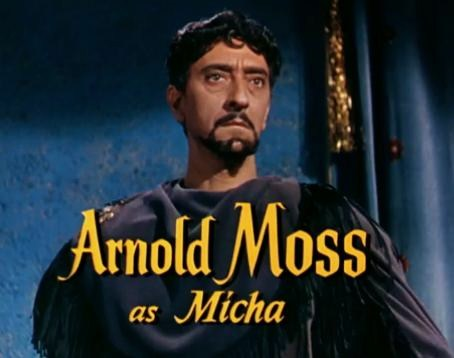
Dans Salomé (1953)

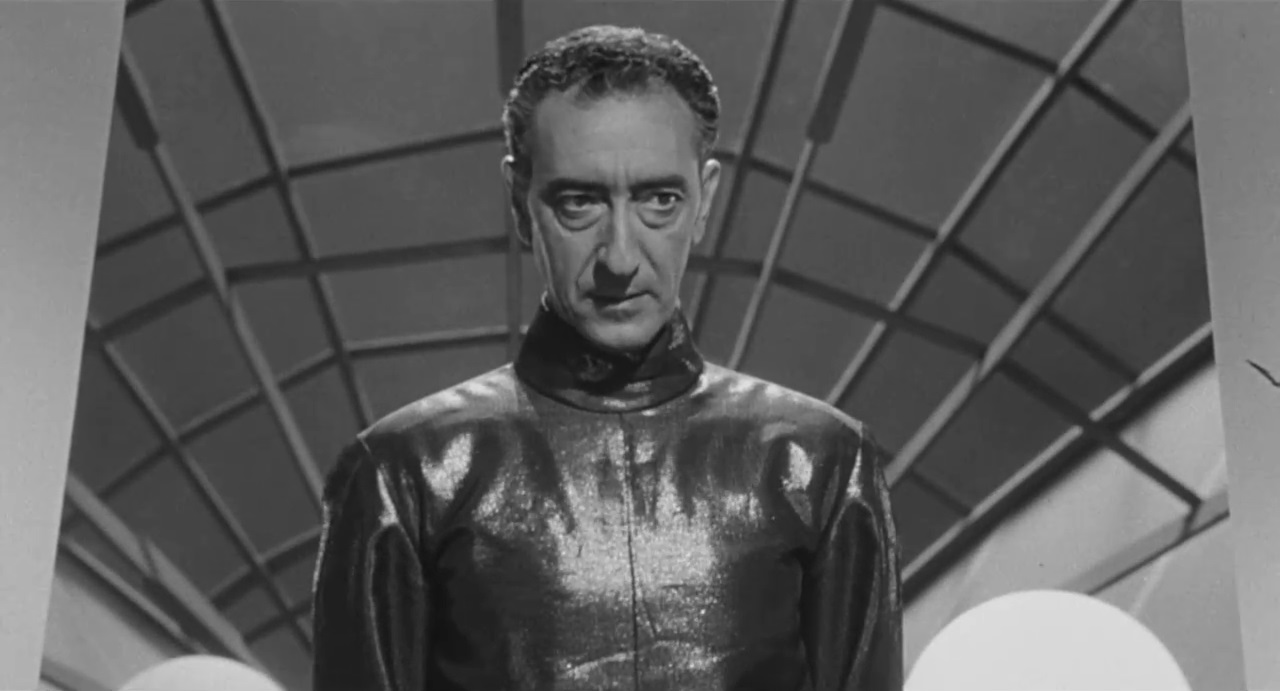
Dans The 27th Day (1957)

(films américains, sauf mention complémentaire)
- 1946 : Tentation (en) (Temptation) d'Irving Pichel : Ahmed Effendi
- 1948 : Les Amours de Carmen (The Loves of Carmen) de Charles Vidor : Le colonel
- 1949 : Le Livre noir (Reign of Terror ou The Black Book) d'Anthony Mann : Fouché
- 1949 : Incident de frontière (Border Incident) d'Anthony Mann : Zopilote
- 1950 : Kim de Victor Saville : Lurgan Sahib
- 1951 : Espionne de mon cœur (My Favorite Spy) de Norman Z. McLeod : Tasso
- 1951 : Quebec (en) de George Templeton : Jean-Paul Racelle
- 1951 : L'Épée de Monte Cristo (Mask of the Avenger) de Phil Karlson : Colardi
- 1952 : Viva Zapata ! d'Elia Kazan : Don Nacio
- 1953 : Salomé (Salome) de William Dieterle : Micha
- 1954 : La Grande Nuit de Casanova (Casanova's Big Night) de Norman Z. McLeod : Le doge
- 1954 : La Révolte des Cipayes (Bengal Brigade) de László Benedek : Le rajah Karam
- 1955 : L'Enfer de Diên Biên Phu (Jump Into Hell) de David Butler : Général Christian De Castries
- 1955 : Les Îles de l'enfer (Hell's Island) de Phil Karlson : Paul Armand
- 1957 : The 27th Day de William Asher : L'extra-terrestre
- 1965 : The Fool Killer (en) de Servando González (en) : Le révérend Spotts (film américano-mexicain)
- 1966 : Un hold-up extraordinaire (Gambit) de Ronald Neame : Abdul
- 1967 : Gros coup à Pampelune (The Caper of the Golden Bulls) de Russell Rouse : M. Shanari
- 1967 : Community Shelter Planning, court métrage de Mark Isaacs : John

### À la télévision (sélection)
(séries, sauf mention contraire)
- 1952-1953 : Tales of Tomorrow
  - Saison 2, épisode 17 The Bitter Storm (1952 - Le professeur Russell) de Don Medford et épisode 40 What Dreams May Come (1953 - rôle non-spécifié)
- 1953 : Le Roi Lear (en) (King Lear), téléfilm d'Andrew McCullough : Le duc d'Albany
- 1958 : Alfred Hitchcock présente (Alfred Hitchcock Presents)
  - Saison 4, épisode 1 Poison d'Alfred Hitchcock : Dr Ganderbay
- 1960 : L'Homme à la carabine (The Rifleman)
  - Saison 3, épisode 10 The Schoolmaster d'Arthur Hiller : Stevan Griswald
- 1962 : Le Gant de velours (The New Breed)
  - Saison unique, épisode 24 All the Dead Faces : Dr Canadeo
- 1962 : Suspicion (The Alfred Hitchcock Hour)
  - Saison 1, épisode 5 Captive Audience d'Alf Kjellin : Victor Hartman
- 1963 : Route 66 (titre original)
  - Saison 4, épisode 21 I'm Here to Kill a King : Le roi
- 1965 : Des agents très spéciaux (The Man from U.N.C.L.E.)
  - Saison 2, épisode 9 Attrapez qui vous pourrez (The Deadly Toys Affair) de John Brahm : Noubar Telemakian
- 1965 : L'Homme à la Rolls (Burke's Law), première série
  - Saison 3, épisode 10 Deadlier Than the Male : Le général Cabrial
- 1966 : Laredo
  - Saison 2, épisode 4 Coup de Grace (titre original) de R. G. Springsteen : Le capitaine Henri De Clair
- 1966 : Annie, agent très spécial (The Girl from U.N.C.L.E.)
  - Saison unique, épisode 8 L'Affaire du jardin du mal (The Garden of Evil Affair) de Jud Taylor : Iman Abbas
- 1966 : Star Trek
  - Saison 1, épisode 13 La Conscience du roi (The Conscience of the King) de Gerd Oswald : Anton Karidian
- 1967 : Au cœur du temps (The Time Tunnel)
  - Saison unique, épisode 20 Les Trompettes de Jericho (The Walls of Jericho) de Nathan Juran : Malek
- 1967 : Daniel Boone
  - Saison 3, épisode 27 Take the Southbound Stage de Gerd Oswald : Anthony Bedloe
- 1968 : Bonanza
  - Saison 9, épisode 27 In Defense of Honor de Marc Daniels : Le chef Lone Spear
- 1976 : Serpico
  - Saison unique, épisode 2 Un traître est parmi nous (The Traitor in Our Midst) : Tiller
- 1978 : L'Île fantastique (Fantasy Island)
  - Saison 2, épisode 1 Homecoming / The Sheikh d'Earl Bellamy : Le cheikh